# 路西德汽车
路西德汽车（Lucid Group, Inc.，原名Atieva ） 是一家美国电动汽车制造商，总部位于美国加利福尼亚州纽瓦克。除了電動汽車，Lucid還有储能技术和代工生产等業務。公司成立于2007年。 截至2021年9月 ，其第一辆汽车Lucid Air已投入生产，于2021年10月開始交付。

## 车款

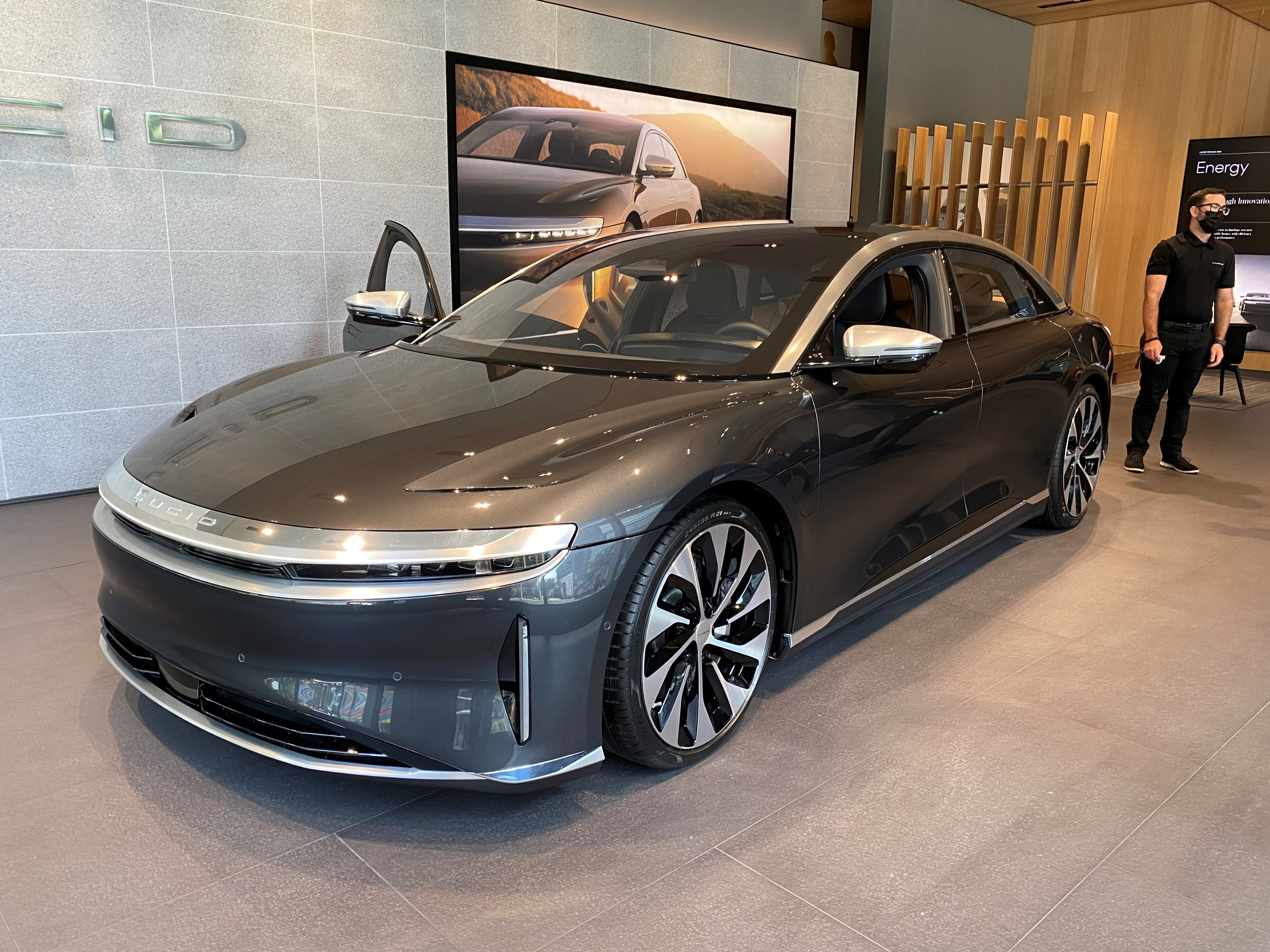
Lucid Air

路西德早期主要集中精力研发电池，2014年才开始研发其第一款汽车。2016年12月，Lucid Air的概念车亮相。